# لموردر
لموردر (به آلمانی: Lemwerder) یک شهر در آلمان است که در وزرمارش واقع شده‌است. لموردر ۷٬۱۷۸ نفر جمعیت دارد.